# Cecropis striolata
A Cecropis striolata a verébalakúak (Passeriformes) rendjébe, ezen belül a fecskefélék (Hirundinidae) családjába és a Cecropis nembe tartozó faj. Egyes szerzők a vörhenyes fecske alfajának tekintik. 19 centiméter hosszú. Délkelet-Ázsia füves, nyitott területein él, 2600 méteres tengerszint feletti magasságig. Rovarevő. Áprilistól júliusig költ. A pár közösen építi fészkét, költi a tojásokat (a fészekalj 4-5 tojásból áll) és neveli fel fiókáit.

## Alfajai
- C. s. mayri (B. P. Hall, 1953) – északkelet-Banglades, északkelet-India, észak-Mianmar, dél-Kína, télen egyes helyekről észak-, kelet- és dél-Mianmar, északnyugat-Thaiföld és Vietnám területére vonul;
- C. s. stanfordi (Mayr, 1941) – észak-, kelet- és dél-Mianmar, északnyugat- és északkelet-Thaiföld, Laosz, Kambodzsa, Vietnám;
- C. s. vernayi (Kinnear, 1924) – dél-Mianmar, nyugat-Thaiföld;
- C. s. striolata (Schlegel, 1844) – Tajvan, a Fülöp-szigetek, Nagy-Szunda-szigetek, Kis-Szunda-szigetek (Timorig).

## Fordítás
- Ez a szócikk részben vagy egészben  a   Striated swallow című angol Wikipédia-szócikk fordításán alapul.  Az eredeti cikk szerkesztőit annak laptörténete sorolja fel. Ez a jelzés csupán a megfogalmazás eredetét és a szerzői jogokat jelzi, nem szolgál a cikkben szereplő információk forrásmegjelöléseként.